# Бергман, Аманда
Аманда Бергман (швед. Amanda Bergman; род. 2 ноября 1987, Бурлэнге, Коппарберг) — шведская певица.

## Биография
Родилась 12 ноября 1987 года в Даларне. Бергман начала карьеру под сценическим именем Hajen, а с 2010 по 2014 год выступала под именем Idiot Wind.
Аманда Бергман участница и ведущий вокалист шведской группы Amason. В 2015 году группа выпустила альбом «Sky City».
Была замужем за The Tallest Man on Earth (настоящее имя Кристиан Матссон), в месте с ним она работала над саундтреком к фильму Горки Глейзер-Мюллера «Один раз в год».
Участвовала в вокальной записи к альбому «I Never Learn» певицы Люкке Ли.
Умеет играть на фортепиано и на аккордеоне.
В 2015 году вышла её песня «Vintersaga», это был кавер на песню Теда Строма, после того как трек прозвучал в рекламе автомобиля марки Volvo. Первый дебютный альбом «Docks» вышел 26 февраля 2016 года на лейбле Ingrid.
В 2016 году Аманду Бергман пригласили выступать на церемонии вручении премии Polar Music Prize победителям Максу Мартину и Чечилия Бартоли. Исполнила песню «Love Me Harder», написанную Максом Мартином которую ранее исполнила Ариана Гранде.

## Дискография
Синглы
- Find The Rhythm In The Noise (limited two-track 7") (2012)[10] (released as Idiot Wind)
- Vintersaga (2015)
- Falcons (2016)

Альбомы
- Idiot Wind (EP) (2010)[11]
- Docks (Album) (2016)
- Flickering Lights (EP) (2016)

С группой Amason
- Margins (2013)[12]
- Went to War (2013)[12]
- Ålen (2014)[13]
- Duvan (2014)[14]
- Kelly (2015)[15]

Альбомы
- EP (EP) (2013)[12]
- Sky City (2015)[16]
- Flygplatsen (EP) (2015)[17]